# Eunola
Eunola är en så kallad census-designated place i Geneva County i Alabama. Vid 2010 års folkräkning hade Eunola 243 invånare.